# Nullcline
Em análise matemática, nullcline (em tradução livre, nulclina), ou isóclinas com crescimento nulo, são encontradas a partir de sistemas de equações diferenciais ordinárias
{\displaystyle {\begin{cases}x_{1}'&=f_{1}(x_{1},\ldots ,x_{n})\\x_{2}'&=f_{2}(x_{1},\ldots ,x_{n})\\\vdots \\x_{n}'&=f_{n}(x_{1},\ldots ,x_{n})\end{cases}}},
em que {\displaystyle x'_{j}} representa a primeira derivada de {\displaystyle x_{j}} em relação a outro parâmetro, normalmente, tempo {\displaystyle t}. A {\displaystyle j}-ésima nullcline é a forma geométrica para a qual {\displaystyle x_{j}'=0}. Os pontos de equilíbrio do sistema estão localizados nos pontos em que todas as nullclines se interceptam. Em um sistema linear bidimensional, as curvas são representadas por duas linhas em um gráfico bidimensional, contudo essas podem assumir formas arbitrárias conforme o sistema em questão.

## História
O conceito, embora primeiramente descrito com o nome 'curva de diretividade', foi usado em 1967 por Endre Simonyi durante seu estudo sobre processos de polimerização. Em seu artigo também foi definido o 'vetor de diretividade' como {\displaystyle \mathbf {w} =\mathrm {sign} (P)\mathbf {i} +\mathrm {sign} (Q)\mathbf {j} }, em que P e Q são as equações diferenciais {\displaystyle dx/dt} e {\displaystyle dy/dt}, e {\displaystyle i} e {\displaystyle j} são os vetores unitários de direção {\displaystyle x} e {\displaystyle y}.
Simonyi desenvolveu um novo método de teste de estabilidade a partir dessas novas definições. Este método, além dos habituais exames de estabilidade do sistema, também forneceu resultados semiquantitativos.